# Arthur Amos Noyes
Arthur Amos Noyes (13 de setembro de 1866 — 3 de junho de 1936) foi um químico estadunidense.
Foi presidente do Instituto de Tecnologia de Massachusetts, entre 1907 e 1909. Ph.D. em 1890 na Universidade de Leipzig, orientado por Wilhelm Ostwald. Roscoe Gilkey Dickinson foi um de seus famosos alunos. Foi professor de química no Instituto de Tecnologia da Califórnia (Caltech), de 1919 a 1936. Exerceu grande influência na filosofia educacional e no currículo básico do Caltech.

## Equação de Noyes-Whitney
Juntamente com Willis Rodney Whitney, formulou a equação de Noyes-Whitney em 1897, que relaciona a taxa de solvatação de sólidos às propriedades do sólido e à dissolução do meio. É uma equação fundamental em farmacologia. A relação é dada por
{\displaystyle {\frac {dW}{dt}}={\frac {DA(C_{s}-C)}{L}}},
onde:
- {\displaystyle {\frac {dW}{dt}}} é a taxa de dissolução
- A é a área superficial do sólido
- C é a concentração do sólido no meio solvente
- {\displaystyle C_{s}} é a concentração do sólido na camada difusora envolvendo o sólido
- D é o coeficiente de difusão
- L é a espessura da camada de difusão.